# Герейон (Перахора)
Герейон, Герей (др.-греч. Ήραῖον, греч. Ηραίο) — святилище Геры в укреплённом древнегреческом городе Герее (др.-греч. Ήραι̃α). Располагалось в 77 километрах к западу от Афин на мысе Иреон (Мелангави) (Ηραίον η Μελαγκάβι) на восточном побережье Коринфского залива близ озера Горгопис и служило религиозным центром области до 146 года до н. э. Находится напротив древнего города Коринфа, к северу от Коринфского перешейка у подножия хребта Герании.
Современное археологическое место располагается в 2 километрах к юго-западу от деревни Лимни-Вулиагменис в общине Лутракион-Айи-Теодори в периферийной единице Коринфии в периферии Пелопоннес. Важнейшее археологическое место в области Перахоре. Раскопан археологами. Находки хранятся в Национальном археологическом музее.
В конце IX века до н. э. Герей был присоединен к Мегаре, а её жители составили одну из пяти областей (ком) Мегариды — Герею. Жители звались герейцы. Около 750—725 годов до н. э. Герей захвачен Коринфом, что позволило ему контролировать весь Коринфский перешеек. Культ Геры был принесён сюда из Аргоса. В святилище найдено большое количество коринфской керамики и коринфских посвящений.
Постройки IV века до н. э. и зллинистического периода, множество подношений свидетельствуют о процветании Герейона до конца классического периода. Герейон был заброшен после 146 года до н. э., когда римский военачальник Луций Муммий Ахаик захватил и разрушил Коринф. На руинах Герейона было построено несколько римских домов.

Карта Герейона
1 Западный дворик
2 Римский дом
3 Храм Геры IX века до н. э.
4 Храм Геры VI века до н. э.
5 Алтарь
6 L-образная стоя
7 Бак с апсидами
8 Столовая
9 Водопровод
10 Священный бассейн
11 Столовая («Храм Геры Лимении»)
12 Стены
13 Современный пирс
14 Современная церковь Святого Николая
15 Современная тропа

Герейон состоит из двух частей и до недавнего времени считалось, что это два разных святилища, посвященных Гере Акрее (от άκρη мыс) и Гере Лимении (от λιμάνι гавань). Однако согласно последним выводам археологов, это было одно святилище, посвящённое Гере Акрее-Лимении.
На западном берегу озера Вулиагмени сохранились остатки древней дороги, которая огибает с запада фонтан IV века до н. э. и идет через город Герей. Ниже и севернее акрополя находятся фундаменты зданий архаического и классического периодов.
Восточный конец дороги у здания архаического периода, построенного во второй половине VIII века до н. э., как считалось прежде, храма Геры Лимении. Так полагал археолог Хамфри Пэйн (Humfry Payne), впервые исследовавший его. Профессор Ричард Томлинсон  (Richard Tomlinson) позже определил, что это здание выполняло вспомогательную роль и служило посетителям храма столовой. Внутри здания находился небольшой алтарь на четырех тумбах, три из которых содержат надписи коринфским письмом с посвящениями Гере. К востоку от здания находился круглый бассейн, служивший емкостью для сбора дождевой воды. В нём найдено 200 бронзовых фиал VI века до н. э., вероятно, подтверждающих существование оракула. В IV веке до н. э. бассейн заилился. Рядом западнее в IV веке до н. э. был построен большой закрытый бак для воды с апсидами по коротким сторонам и каменными опорами по центру. Южнее находилось здание IV веке до н. э. с тремя большими комнатами.
На северо-востоке небольшой гавани находится L-образная стоя конца IV века до н. э. Стоя имела два этажа, верхний этаж был с колоннами ионического ордера, а нижний — дорического. К западу от стои находился большой вытянутый алтарь с триглифами. В IV веке до н. э. у алтаря были возведены восемь колонн ионического ордера, которые поддерживали балдахин, служивший укрытием от сильных ветров, частых в области. К северу от алтаря находился плохо сохранившийся первый храм архаического периода, построенный около 800 года до н. э. и покинутый около 725 года до н. э. В древнейших отложениях, относящихся к геометрическому периоду найдены две модели храма, выполненные в терракоте в VIII веке до н. э. и привезённые из Аргоса. К западу от первого храма построен храм VI века до н. э.. Храм был 31 метр в длину и 10,3 метра в ширину. Храм представлял собой простую целлу с портиком дорического ордера на востоке и двумя продольными низкими стенами, которые поддерживали два ряда дорических колонн. Поперечная стена служила фундаментом для статуи культа. В IV веке до н. э. крыша храма была покрыт мраморной плиткой с акротерием в виде крылатой Ники. К югу от храма находился внутренний дворик с L-образное портиком с каменными и деревянными колоннами, использовавшийся в 540—146 годах до н. э. и выполнявший роль агоры. Во дворике наискосок во II веке построено римское здание. К западу от храма на мысе, где сейчас находится маяк, находились баки для воды, здание классического периода, на севере сохранился участок крепостной стены.

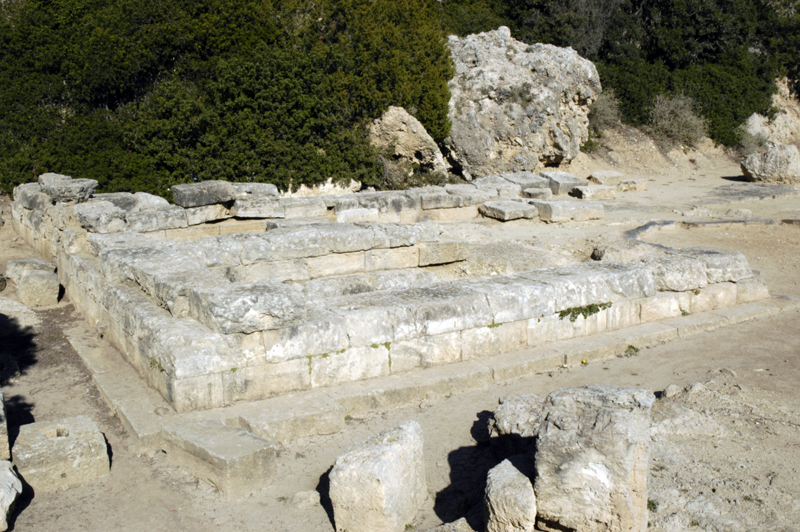
Западная часть храма Геры VI века до н. э.
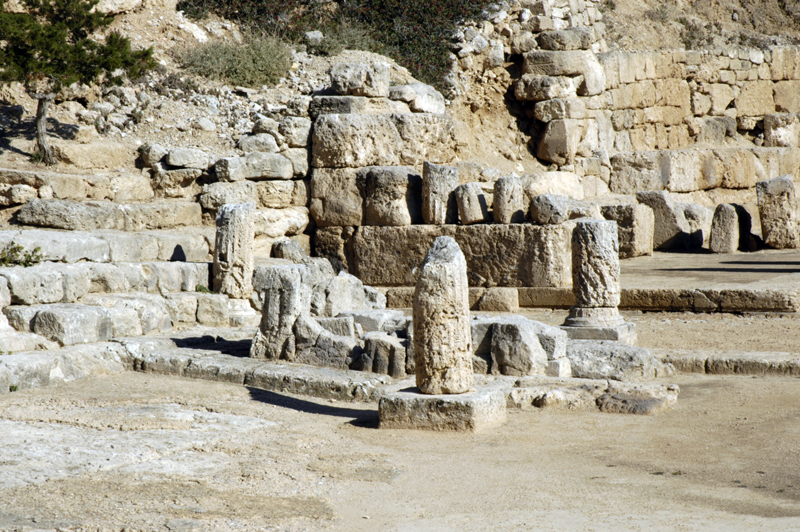
Алтарь и западная часть L-образной стои
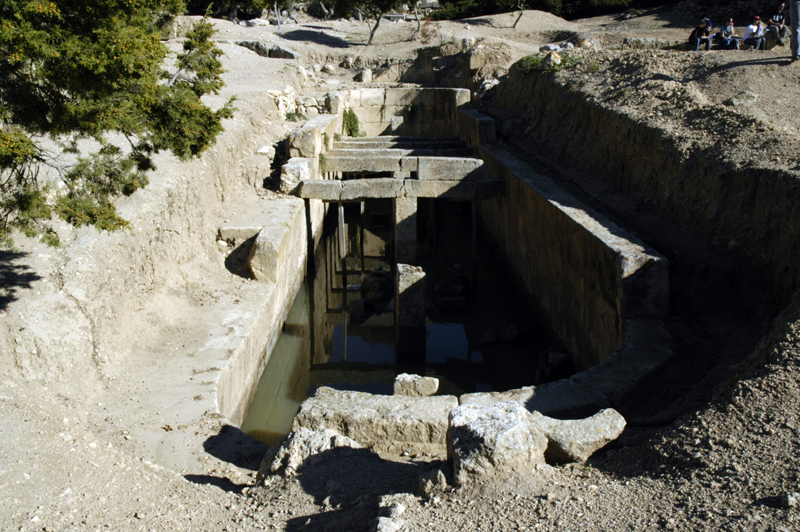
Бак с апсидами